# Mikulińce (hromada)
Mikulińce (ukr. Микулинецька селищна громада) – hromada osiedlowa w obwodzie tarnopolskim, w rejonie tarnopolskim.      
Hromadę utworzono w 2015 roku. Składa się ona z 2 osiedli miejskich (Drużba i Mikulińce) i 18 wsi: Bernadówka, Brykula Nowa, Brykula Stara, Chmielówka, Darachów, Dworiczczia, Kamjanka, Konopkówka, Krzywki, Ładyczyn, Nałuże, Ruzdwiany, Strusów, Tiutków, Warwaryńce, Wola, Zazdrość, Zubów.